# Dialakoro (Mali)
Dialakoro è un comune rurale del Mali facente parte del circondario di Sikasso, nella regione omonima.
Il comune è composto da 4 nuclei abitati:
- Dialakoro
- Kobala
- Nanébougou
- Nangola